# Genitalata mahajani
Genitalata mahajani – gatunek skorka z rodziny Chelisochidae. Jedyny z monotypowych: rodzaju Genitalata i podrodziny Genitalatinae.
Gatunek i rodzaj opisane zostały w 1974 roku przez V.C. Kapoora. W monotypowej podrodzinie umieścił je w 1987 Henrik Steinmann.
Samiec tego skorka ma smukłe ciało o długości od 18 do 28 mm ze szczypcami włącznie, samica zaś pozostaje nieznana nauce. Ubarwiony jest czarno z ceglastymi odnóżami i bokami przedplecza. Wyraźnie dłuższa niż szersza, krótko i delikatnie owłosiona głowa ma grube szwy, wgłębioną potylicę i lekko nabrzmiałe czoło między małymi, mniejszymi od policzków oczami. Czułki buduje co najmniej 26 członów, z których pierwszy jest buławkowaty i nieco krótszy od dwóch następnych razem wziętych, drugi ma ⅓ długości trzeciego, a szósty i siódmy są niewiele dłuższe niż dwa poprzednie. Węższe od głowy, niewiele dłuższe niż szerokie przedplecze ma prawie prostą krawędź przednią, równoległe krawędzie boczne, zaokrągloną krawędź tylną, wgłębioną część tylno-środkową i wyraźną bruzdę podłużną przez środek. Pokryw (tegimn) i tylnych skrzydeł brak zupełnie. Żółta linia środkowa biegnie w przedniej części śródplecza. Trójkątne zaplecze ma głęboką, V-kształtną wklęsłość. Dość długie i smukłe odnóża mają stopy o pierwszym członie dłuższym niż dwa następne razem wzięte, a drugim członie przeciągniętym w formie płatka pod członem trzecim. Smukły, wydłużony odwłok ma równoległe boki z żółtymi łatkami, delikatne owłosienie i pozbawiony jest guzków. Krótki i poprzeczny ostatni z tergitów ma skośne, z przodu wypukłe, a z tyłu delikatnie faliste boki. Bardzo drobne pygidium cechuje się wklęsłością w części środkowo-tylnej. Obszerny przedostatni sternit jest szeroko zaokrąglony. Przysadki odwłokowe (szczypce) mają długie, smukłe, lekko rozszerzone u nasady i równomiernie zwężone ku nieco zakrzywionym do wewnątrz wierzchołkom ramiona o ząbkowanych (z wyjątkiem szczyrów) krawędziach wewnętrznych. Narządy rozrodcze samca są szerokie i wydłużone, o szerokiej płytce centralnej, silnie uproszczonym płacie genitalnym z wąskim wcięciem pośrodku i bez virgi w części odsiebnej. Szerokie, wydłużone i niemal równowąskie paramery zewnętrzne mają rozwarte wierzchołki.
Owad orientalny, endemiczny dla indyjskiego stanu Himachal Pradesh.